# General Alvear megye (Corrientes)
General Alvear egy megye Argentínában, Corrientes tartományban. A megye székhelye General Alvear.

## Települések
Önkormányzatok és települések (Municipios y comunas)
- General Alvear
- Estación Torrent